# Печатки та герби штатів США
Печатка (англ. seal) — один з символів, який має кожний штат США та інші території з постійним населенням. Всього 56. Печатка зазвичай є круглою. Печатка та герб - це різні речі. Тільки 21 штат має герб.

## Печатки

### США

Велика печатка Сполучених Штатів (аверс)
Велика печатка Сполучених Штатів (реверс)

### Штати

Печатка Айдахо
Печатка Айови
Печатка Алабами
Печатка Аляски
Печатка Аризони
Печатка Арканзасу
Печатка Вайомінгу
Печатка Вашингтону
Печатка Вермонта
Печатка Вірджинії
Печатка Вісконсину
Печатка Гаваїв
Печатка Делаверу
Печатка Джорджії
Печатка Західної Вірджинії
Печатка Іллінойсу
Печатка Індіани
Печатка Каліфорнії
Печатка Канзасу
Печатка Кентуккі
Печатка Колорадо
Печатка Коннектикута
Печатка Луїзіани
Печатка Массачусетса
Печатка Мена
Печатка Меріленда
Печатка Міннесоти
Печатка Міссісіпі
Печатка Міссурі
Печатка Мічигану
Печатка Монтани
Печатка Небраски
Печатка Невади
Печатка Нью-Гемпшира
Печатка Нью-Джерсі
Печатка Нью-Йорка
Печатка Нью-Мексико
Печатка Огайо
Печатка Оклахоми
Печатка Орегону
Печатка Пенсильванії
Печатка Південної Дакоти
Печатка Південної Кароліни
Печатка Північної Дакоти
Печатка Північної Кароліни
Печатка Род-Айленда
Печатка Теннессі
Печатка Техаса
Печатка Флориди
Печатка Юти

### Реверси печаток

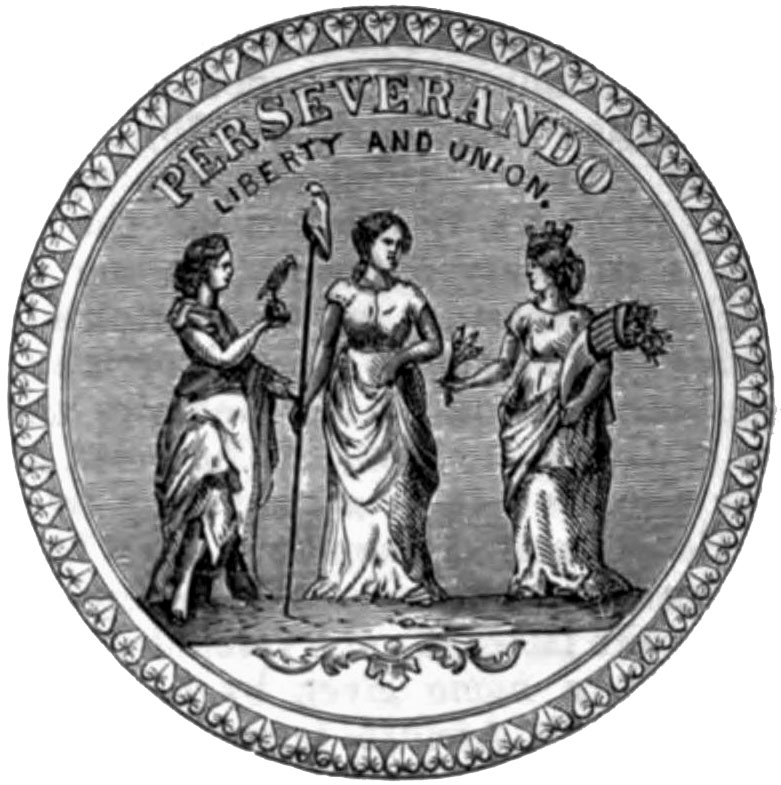
Реверс Печатки Вірджинії
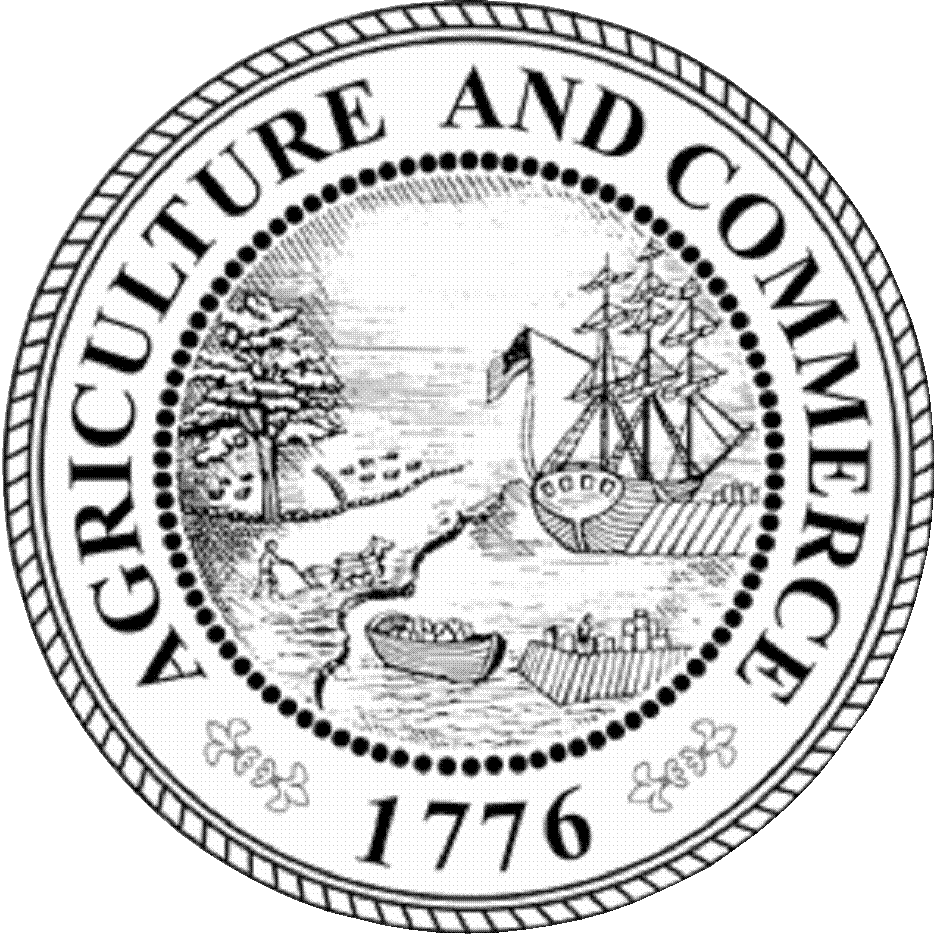
Реверс Печатки Джорджії
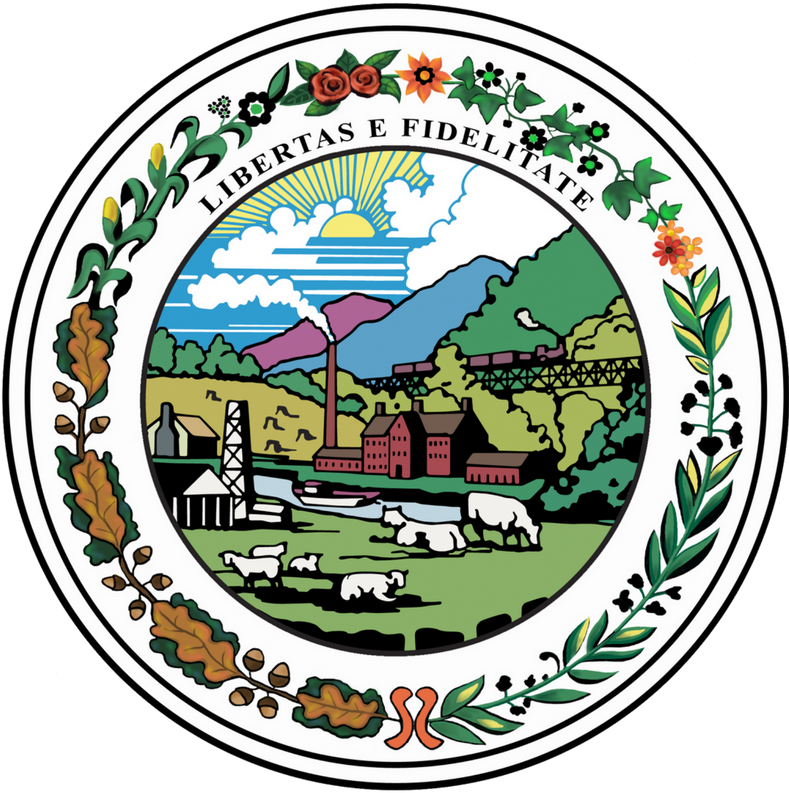
Реверс Печатки Західної Вірджинії
Реверс Печатки Меріленда
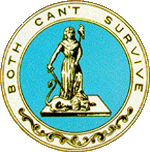
Реверс Печатки Пенсильванії
Реверс Печатки Техаса

### Федеральний округ

Печатка округу Колумбія

### Острівні території

Печатка Американського Самоа
Печатка Американських Віргінських островів
Печатка Гуама
Печатка Північних Маріанських островів
- Печатка Пуерто-Рико

### Історичні

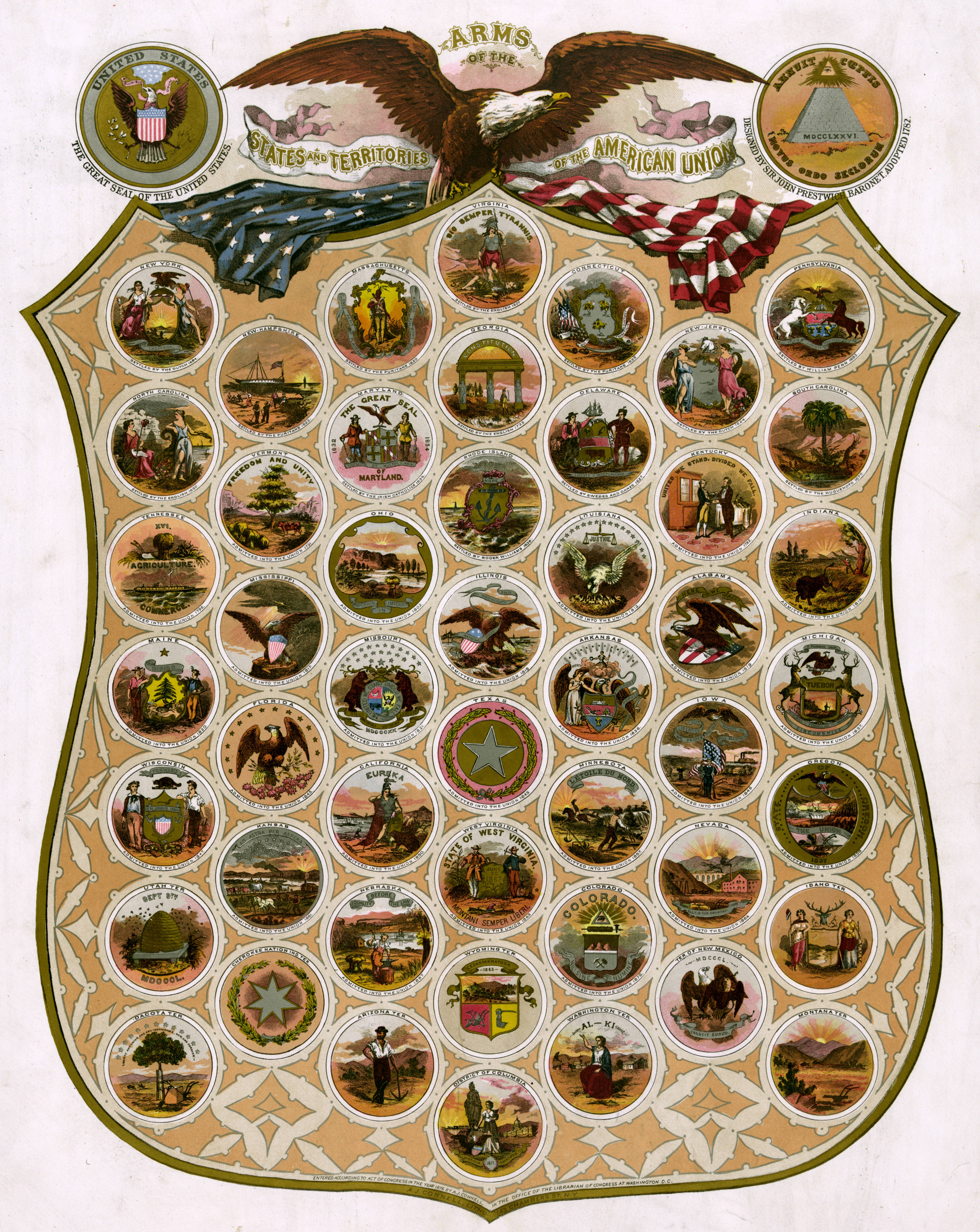
Печатки штатів та територій США в 1878 році
Печатка Конфедеративних Штатів Америки

### Печатки губернаторів штатів

Печатка губернатора Алабами
Печатка губернатора Вайомінгу
Печатка губернатора Вашингтона
Печатка губернатора Вісконсину
Печатка губернатора Делаверу (вказується ім'я чинного губернатора)
Печатка губернатора Західної Вірджинії
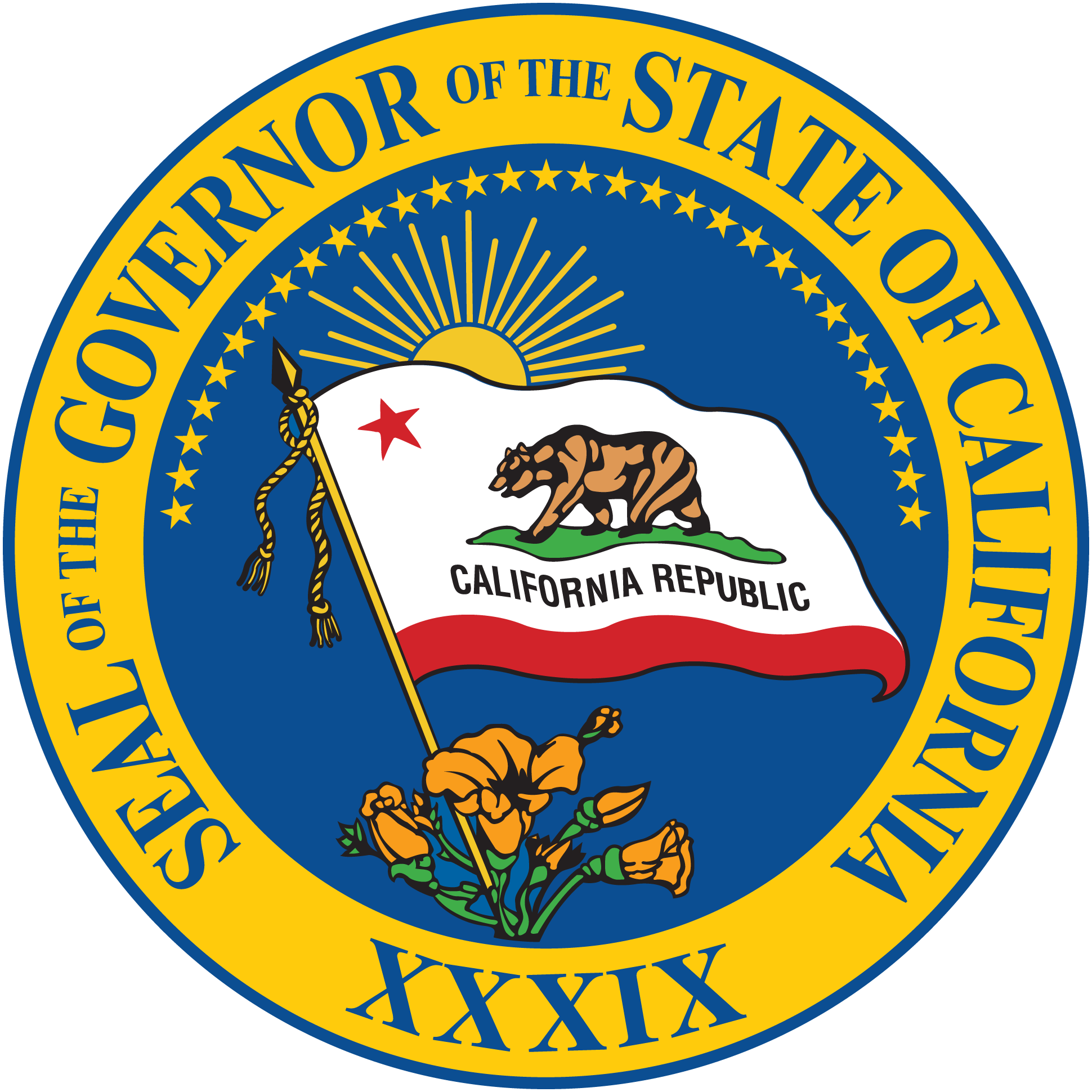
Печатка губернатора Каліфорнії
Печатка губернатора Колорадо
Печатка губернатора Конектикута
Печатка губернатора Массачусетса
Печатка губернатора Мена
Печатка губернатора Мічигану
Печатка губернатора Нью-Йорка
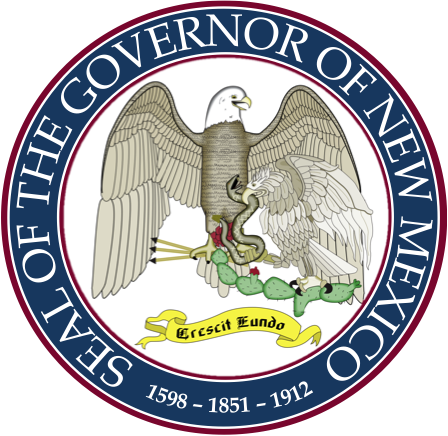
Печатка губернатора Нью-Мексико
Печатка губернатора Огайо
Печатка губернатора Пенсильванії
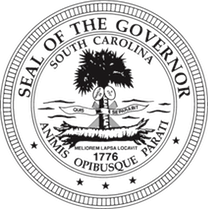
Печатка губернатора Південної Кароліни
Печатка губернатора Північної Кароліни
Печатка губернатора Род-Айленда
Печатка губернатора Техаса
Печатка губернатора Юти
Печатка губернатора Пуерто-Рико

## Герби штатів США

Герб Алабами
Герб Вермонту
Герб Вісконсину
Герб Гаваїв
Герб Делаверу
Герб Західної Вірджинії
Герб Коннектикуту
Герб Массачусетсу
Герб Мена
Герб Меріленду
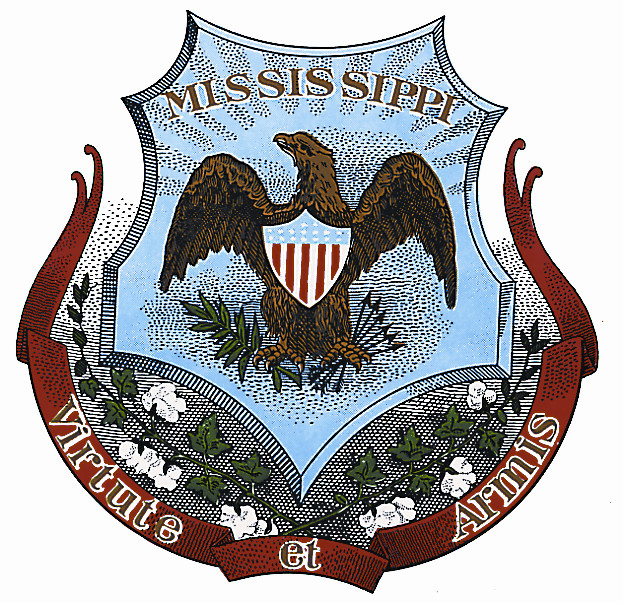
Герб Міссісіпі
Герб Міссурі
Герб Мічигану
Герб Нью-Джерсі
Герб Нью-Йорка
Герб Огайо
Герб Пенсильванії
Герб Північної Дакоти
Герб Род-Айленду
Герб Техасу
Герб Юти

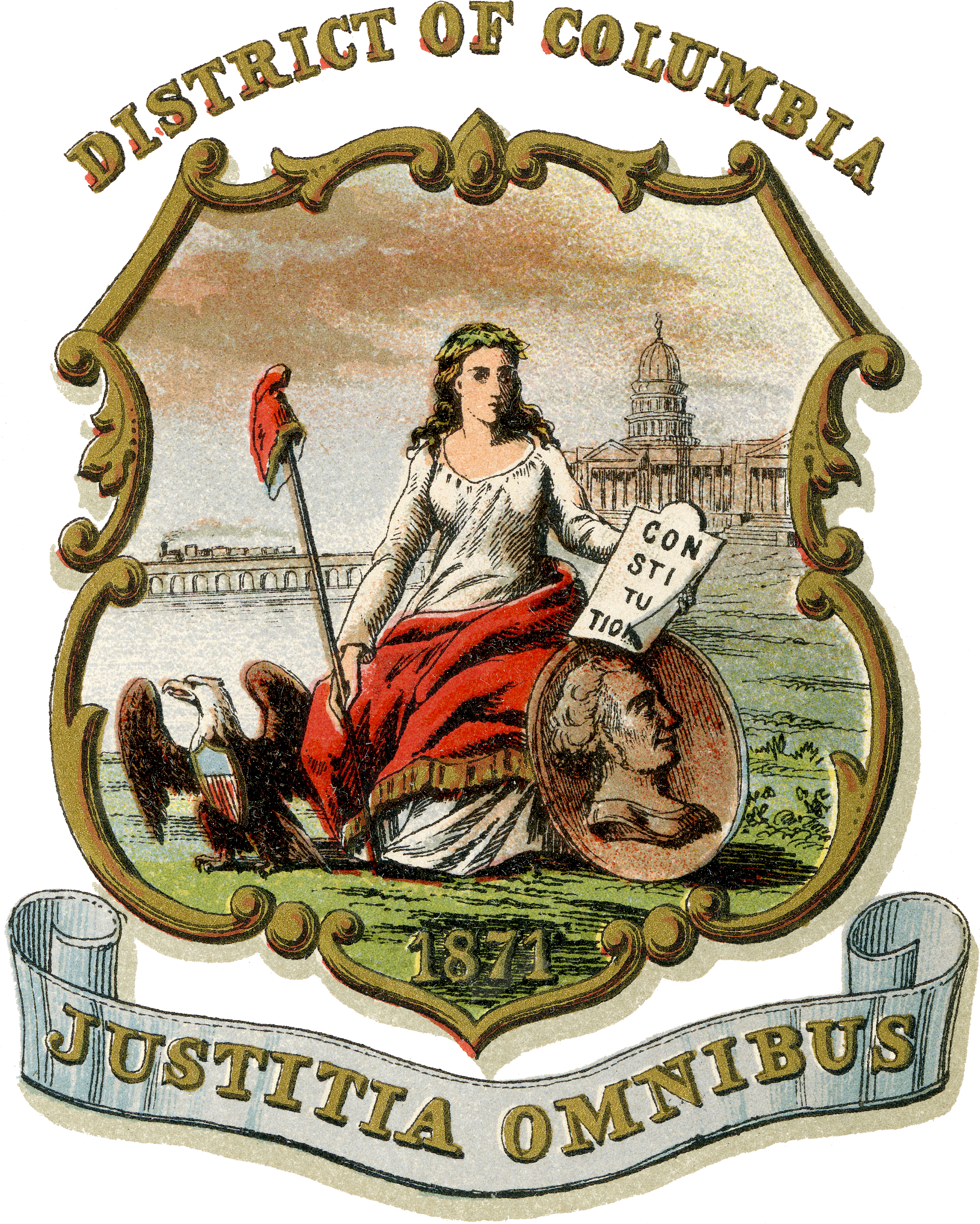
Герб Федерального округу Колумбія
Герб Пуерто-Рико